# Horse Cave
Horse Cave is een plaats (city) in de Amerikaanse staat Kentucky, en valt bestuurlijk gezien onder Hart County.

## Demografie
Bij de volkstelling in 2000 werd het aantal inwoners vastgesteld op 2252.
In 2006 is het aantal inwoners door het United States Census Bureau geschat op 2335, een stijging van 83 (3,7%).

## Geografie
Volgens het United States Census Bureau beslaat de plaats een oppervlakte van
7,7 km², geheel bestaande uit land. Horse Cave ligt op ongeveer 193 m boven zeeniveau.

## Plaatsen in de nabije omgeving
De onderstaande figuur toont nabijgelegen plaatsen in een straal van 20 km rond Horse Cave.